# Shkodrasjön

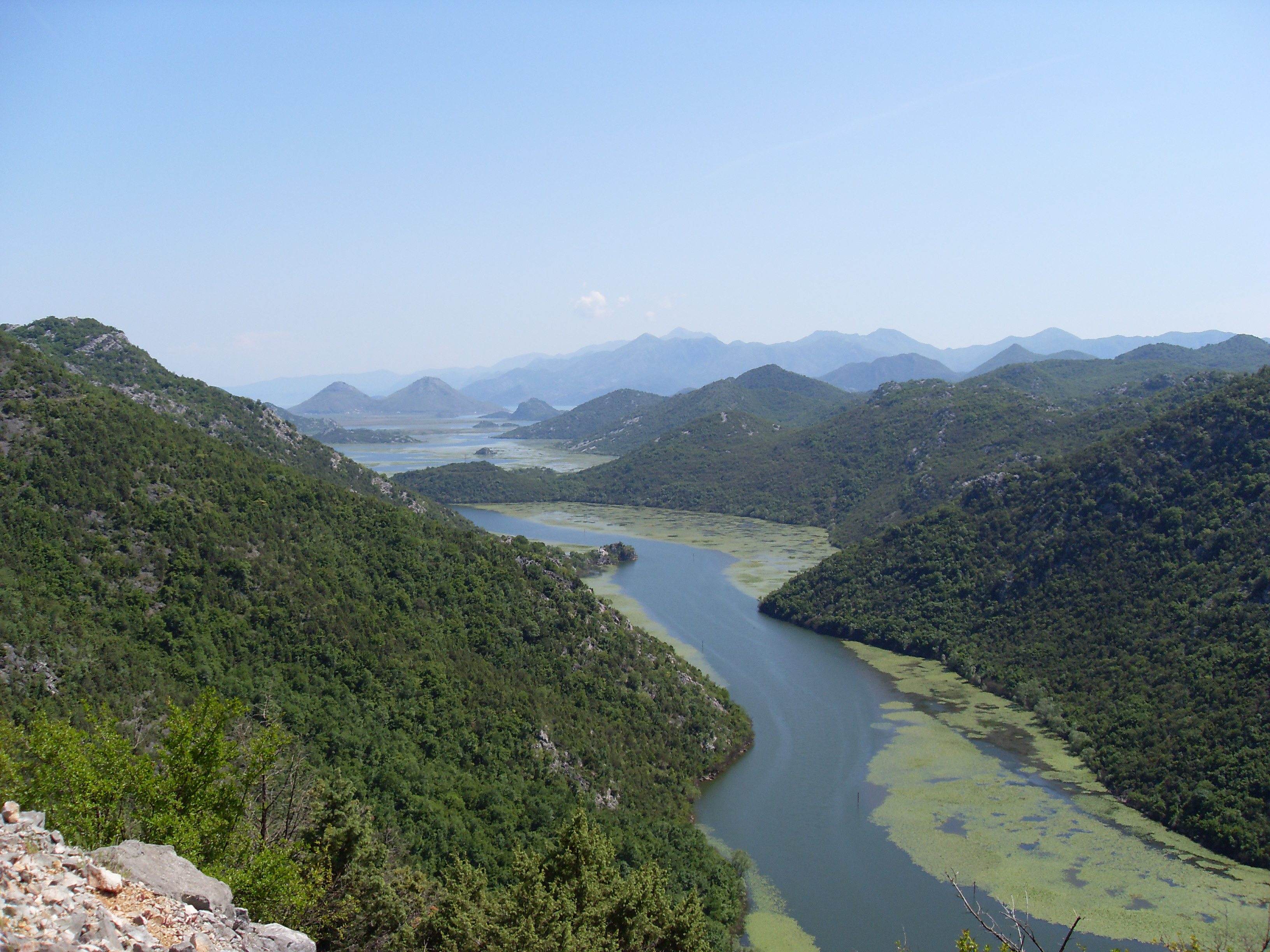
Sjö i Rijeka Crnojevića.

Shkodrasjön, ibland även Skadarsjön, (albanska: Liqeni i Shkodrës; montenegrinska: Скадарско језеро, Skadarsko jezero; antikens Lacus Labeatus) är en sjö mellan Albanien och Montenegro. Sjön är 368 kvadratkilometer stor och belägen i en sänka på 6 m ö.h. Den är 44 meter djup och avrinner via Bunafloden till Adriatiska havet. Shkodrasjön har fått sin benämning efter staden Shkodra i Albanien.
Shkodrasjön är den största sjön i södra Europa.

## Namnvariationer
- Skadarsjön, alternativt namn på Shkodrasjön
- Shkodërsjön, alternativt namn på Shkodrasjön
- Skutarisjön, ett äldre namn på Shkodrasjön